# Knarik Wartanian
Knarik Wartanian, orm. Քնարիկ Վարդանյան (ur. 24 listopada 1914, zm. 25 grudnia 1996) – ormiańska malarka wyróżniona tytułem Ludowego Artysty ZSRR.

## Życiorys
W 1933 skończyła technikum w Giumri. Do 1934 pracowała jako asystentka w pracowni architektonicznej Aleksandra Tamaniana w Erywaniu. W 1941 ukończyła Państwową Wyższą Szkołę Sztuk Pięknych im. Panosa Terlemezjana, w 1950 zaś Państwowy Instytut Sztuk Pięknych i Teatru w Erywaniu. W latach 1950–1952 studiowała na wydziale malarstwa w Domu Kultury Ormiańskiej w Moskwie.
W latach 1942–1944 pracowała jako główna artystka w Teatrze Lalek w Erywaniu. Współtworzyła wiele przestawień. W 1950 wstąpiła do Komunistycznej Partii Związku Radzieckiego. Wyszła za mąż za śpiewaka operowego Dawita Poghosjana (1911–2004).
Tematem jej obrazów było codzienne życia człowieka. W latach 60. i 70. XX wieku zaczęła ilustrować naturę. Miała wystawy indywidualne w Erywaniu (1965, 1978, 1981), Giumri (1981), Wanadzorze (1981), Jeghegnadzorze (1982) i Tbilisi (1982). Wiele jej dzieł znajduje się muzeach byłego ZSRR, w tym w kolekcji Narodowej Galerii Armenii.